# Segregatospumellales
Ordre
Les Segregatospumellales sont un ordre d'algues unicellulaires de la classe des  Chrysophyceae.

## Liste des familles
Selon AlgaeBase (7 mars 2022) :
- Segregatospumellaceae Boenigk & Grossmann, 2016